# 田野めぐみ
田野 めぐみ（たの めぐみ、1968年12月28日 - ）は、日本の女性声優。福島県出身。本名および旧芸名は田野 恵（読み同じ）。

## 来歴
1987年、東京アナウンス学院卒業。1990年からアーツビジョンに所属していた。1997年から東京俳優生活協同組合所属。

## 人物
声種はアルト。方言は福島弁。
特技は広東語。免許・資格は普通自動車免許。

## 出演
太字はメインキャラクター。

### テレビアニメ
1990年
- からくり剣豪伝ムサシロード（イッケン）
- 鴉天狗カブト（四神〈青龍〉）
- 三つ目がとおる（オサム、和登ネコ）
- 桃太郎伝説 PEACHBOY LEGEND（ヤス、少年A）

1991年
- おばけのホーリー（鏡のおばけ ミラクルン）
- ジャンケンマン（マイクくん、ハクサイ、子供B）
- 新世紀GPXサイバーフォーミュラ（ミキ〈G-GRIP〉）
- 21エモン（男の子C）
- 燃えろ!トップストライカー（ルカ）
- YAWARA!（田川）
- RPG伝説ヘポイ（ガマゾネスB、ガマゾネスA / ガマゾネス、ブービー）

1992年
- あしたへフリーキック（サンチェス）
- クレヨンしんちゃん（1992年 - 1998年、マコト、トム、ウサギのボス）
- ツヨシしっかりしなさい（ノボル）
- 花の魔法使いマリーベル（ボビー）
- みかん絵日記（奥野道晴、賢三）
- 見ると強くなる 痛快!横綱アニメ ああ播磨灘（ピュータ）
- 横山光輝 三国志

1993年
- コボちゃん

1994年
- キャプテン翼J（浦辺反次〈少年期〉）
- サッカーフィーバー（ゴートン）
- ジャングルの王者ターちゃん♡（ロザリン）
- それいけ!アンパンマン（1994年 - 2001年、ブタお、らいおんこたつ、おこわちゃん〈初代〉）

1995年
- 十二戦支 爆烈エトレンジャー（桃太郎、子ダチョウ）
- ちびまる子ちゃん（1995年 - 、野口さん、中島〈2代目〉、城ヶ崎姫子〈初代〉、小杉の母〈2代目〉、川田幸子〈2代目〉、朋子の母 他）
- ロミオの青い空（バルトロ、パウリーノ）

1996年
- 赤ちゃんと僕（6年男子C）
- 超者ライディーン（ペンタ）
- みどりのマキバオー（リスの兄）
- モジャ公（女王様）

1997年
- スーパーフィッシング グランダー武蔵（1997年 - 1998年、B・B） - 2シリーズ
- セイバーマリオネットJ（レオパルド）
- マスターモスキートン'99（天之川キララ）

1999年
- デジモンアドベンチャー（ドクグモン）

2000年
- はじめの一歩（宮田一郎〈子供時代〉）
- モンキーマジック（三蔵）

2001年
- The Soul Taker 〜魂狩〜（秘書）

2004年
- SAMURAI 7（オカラ）
- MONSTER（少年）

2007年
- GR-GIANT ROBO-（少年）

2008年
- イナズマイレブン（2008年 - 2011年、壁山塀吾郎、フクさん、佐久間次郎）

2011年
- イナズマイレブンGO（2011年 - 2012年、三国の母、佐久間次郎、壁山塀吾郎）

2012年
- たまごっち!（いしぱっち）

2013年
- サザエさん（星の母）

2014年
- 名探偵コナン（河名澄香）

2017年
- クラシカロイド（大家）

2018年
- イナズマイレブン アレスの天秤（2018年 - 2019年、壁山塀吾郎、佐久間次郎） - 2シリーズ

### 劇場アニメ
- パーフェクトブルー（1998年）[12]
- 風を見た少年（2000年、ニコ[13]）
- 劇場版イナズマイレブン 最強軍団オーガ襲来（2010年、壁山塀吾郎）
- 劇場版イナズマイレブンGO 究極の絆 グリフォン（2011年、壁山塀吾郎）
- 劇場版イナズマイレブンGO vs ダンボール戦機W（2012年、壁山塀吾郎）
- ちびまる子ちゃん イタリアから来た少年（2015年、野口さん）
- 映画 イナズマイレブン総集編 伝説のキックオフ（2024年、壁山塀吾郎）

### OVA
- かいけつゾロリ（1988年）
- 真・孔雀王（1988年）
- 鴉天狗カブト 黄金の目のケモノ（1992年、勘平）
- 破妖の剣（1992年、サティン）
- I・R・I・A ZEIRAM THE ANIMATION（1994年、子供A）
- 新・キューティーハニー（1994年、ジャンヌ）
- GOLDEN BOY さすらいのお勉強野郎（1995年、子供〈男の子〉）
- 鉄腕バーディー（1996年、オバさん）
- 綾音ちゃんハイキック!（1997年、三井健太、田坂衣代）
- めだかの学校（2001年、河合）
- イナズマイレブン Reloaded（2018年、壁山塀吾郎）

### Webアニメ
- めぐみ（2008年、横田拓也〈小学生時代〉[14]、横田哲也〈小学生時代〉[14]）
- イナズマイレブン アウターコード（2017年、佐久間次郎、壁山塀吾郎、店員）

### ゲーム
- 空想科学世界ガリバーボーイ（1995年、その他）
- 3×3EYES 〜吸精公主〜（1995年、黄オーナー）
- 3×3EYES 〜吸精公主〜 S（1996年、黄オーナー）
- スーパーアドベンチャーロックマン（1998年）
- To Heart（1999年、雛山良太）
- ワイルドアームズ ザ フォースデトネイター（2005年）
- スーパーロボット大戦OG ORIGINAL GENERATIONS（2007年）
- イナズマイレブン（2008年 - 2010年、壁山塀吾郎、佐久間次郎〈2代目〉） - 3作品[一覧 2]
- ちびまる子ちゃんDS まるちゃんのまち（2009年、のぐちさん、みどりちゃん）
- イナズマイレブン ストライカーズ（2011年 - 2012年、壁山塀吾郎、佐久間次郎、チューリ） - 3作品[一覧 3]
- イナズマイレブンGO シャイン/ダーク（2011年、西野空宵一、壁山塀吾郎、佐久間次郎、三国の母）
- 妖怪ウォッチ ぷにぷに（2017年、佐久間次郎）

### ドラマCD
- イナズマイレブン ドラマCD 「復活の絆!!」（壁山塀吾郎）
- 十兵衛紅変化（幼少の飛丸）
- 集英社CDブック あなたに逢うまで…（1991年、女子A）
- 集英社カセットブック ジョジョの奇妙な冒険 第1巻 空条承太郎見参の巻（女生徒A）
- BUD BOY NACK5ラジメーションCD（御大花将 蕾）
- ファイアーウーマン纏組（津島京介〈幼少時代〉）
- 蓬萊学園の初恋!（生徒）

### 吹き替え

#### 映画
- アダムス・ファミリー サン 再結集（パグズリー・アダムス〈ジェリー・メッシング〉）
- アトランティスのこころ（ボビー・ガーフィールド〈少年時代〉）
- アンダー・サスピション（アリアス）※ソフト版
- IT ※テレビ東京版
- エイプリルの七面鳥
- エクソシスト ビギニング（ジョセフ）
- カンフーハッスル
- グッドナイト・ムーン
- グレッグのおきて（ロウリー・ジェファーソン〈ロバート・キャプロン〉）※スターチャンネル版
- グレッグのダメ日記（ロウリー・ジェファーソン）※DVD版
- グロリア（ニッキー）
- シェイプ・オブ・ウォーター（ゼルダ・フラー〈オクタヴィア・スペンサー〉）
- 少林サッカー（シスター）
- スノー・クイーン 〜雪の女王〜（チェン）
- ダイ・ハード3（レイモンド）※テレビ朝日版
- タイムトラベラー きのうから来た恋人（ソーダのママ）※DVD版
- ナッティ・プロフェッサー クランプ教授の場合 ※日本テレビ版
- 秘密の花園（ディコン〈アンドリュー・ノット〉）
- フォーチュン・クッキー
- プールサイド・デイズ
- ぼくの神さま（ピラ）
- ホステージ（キャロル・フローレス）※ソフト版
- めぐり逢えたら（ジェシカ〈ギャビー・ホフマン〉）※フジテレビ版
- ネバーエンディング・ストーリー 遥かなる冒険（ルーカス・マンシーニ）
- Love, サイモン 17歳の告白（アルバート先生）
- ランダウン ロッキング・ザ・アマゾン（マリアナ）※DVD版
- ロング・キス・グッドナイト ※ソフト版

#### ドラマ
- iCarly
- ER緊急救命室（パメラ・オービス〈リン・A・ヘンダーソン〉）
- たどりつけばアラスカ（マリリン・ワールウィンド）
- ブルーブラッド 〜NYPD家族の絆〜
- ほえる犬は噛まない（チャンミ）

#### アニメ
- アイス・エイジ3/ティラノのおとしもの
- ガミー・ベアの冒険（ケビン[15]）
- キャプチャー・ザ・フラッグ 月への大冒険!（マーティ・ファー）
- ティーモ・シュプリーモ（ヘクター）
- トゥイーティーのフライング・アドベンチャー 80日間世界一周大冒険（ヘンリー・ホーク）
- ペンギン物語〜きらきら石のゆくえ〜
- モンキーマジック（三蔵）
- ルーニー・テューンズ（ヘンリー・ホーク、マック）
- ルーニー・テューンズ・ショー（ヘンリー・ホーク）
- リトル・マーメイドII Return to The Sea

### デジタルコミック
- イナズマイレブン〜ペンギンを継ぐ者〜 超次元ムービーコミック（2018年、佐久間次郎[16]） - 限定カード&DVD付き特装版

### ナレーション
- ニュースステーション（テレビ朝日）

### テレビドラマ
- 絶対零度〜特殊犯罪潜入捜査〜 第8話（カスタマーセンターに問い合わせした客の声）

### テレビ番組
- お願い!ランキングGOLD 2時間スペシャル（2012年1月21日放送）※菊池正美、中友子と共に出演。
- キスマイ魔ジック（2016年5月10日）

### 舞台
- GKDNプロデュース「ナイト・オブ・ザ・リビングヒーロー」

### シリーズ一覧
1. ↑  『アレスの天秤』（2018年） 、続編『オリオンの刻印』（2018年 - 2019年）
2. ↑  『イナズマイレブン』（2008年）、『2 脅威の侵略者 ファイア/ブリザード』（2009年）、『3 世界への挑戦!! スパーク/ボンバー/ジ・オーガ』（2010年）
3. ↑  『ストライカーズ』『2012エクストリーム』（2011年）、『GO 2013』（2012年）